# Sorcerous Stabber Orphen
Sorcerous Stabber Orphen (jap. 魔術士オーフェン, Majutsushi Ōfen, zu dt. „Zauberer Orphen“) ist eine japanische Light-Novel-Serie von Yoshinobu Akita mit Illustrationen von Yūya Kusaka, die zwischen 1994 und 2003 in 33 Bänden durch Fujimi Shobō publiziert wurde. Die Bücher wurden bisher mit zwei Staffeln zu einer Anime-Fernsehserie mit 47 Folgen und einer Manga-Reihe adaptiert. Außerdem wurde ein Spiel für die Playstation 2 produziert. Das Werk lässt sich in die Genre Action, Abenteuer, Comedy, Romantik und Fantasy einordnen. 

## Inhalt
Der 20-jährige Zauberer Orphen lebt gemeinsam mit seinem Lehrling Majik in einem Gasthaus in der Stadt Totokanta. Zwar ist er talentiert, doch ständig pleite und schuldet nahezu allen Bewohnern der Stadt Geld. Zudem will die schöne Clio, Tochter einer reichen Familie, von ihm den Umgang mit der Magie lernen. Sie hat jedoch kaum Talent, was sie nicht davon abhält, ihn ständig zu belästigen. Ihre Schwester Mariabelle will Orphen heiraten, wovon dieser nicht begeistert ist. Auch die Volcano-Brüder Volcan und Dortin suchen ihn häufig heim. Sie sind seine geschäftstüchtigen Rivalen. Besonders Volcan sorgt oft für viel Aufruhr. Die Begleitung der beiden ist Orphen manchmal aber auch ungewollte Hilfe. 
Der Zauberer erlebt verschiedene Abenteuer mit seinen Gefährten Majik und Clio, so den Diebstahl eines magischen Rings oder das Wiederfinden exotischer Haustiere. Bald muss er sich auch mit seinen früheren Mitschülern an der Magierschule „Turm der Fangzähne“ auseinandersetzen. Sein damaliger Schwarm Azalea konnte einen Zauber nicht meistern und wurde dadurch in einen Drachen verwandelt. Als sie verstoßen und verfolgt wurde, verließ Orphen die Schule, da er sie weiter beschützen will. Nun kehrt Azalea zurück und es kommt zum Kampf zwischen Orphen, Azalea und dem Turm. Schließlich kann sich Azalea von dem Zauber befreien und übernimmt die Gestalt von Childman, dem Obersten der Schule. Nachdem nun alle außer Orphen glauben, sie sei tot, kann sie unbehelligt weiterziehen. Währenddessen wird eine Magierkillerin nach Orphen gesandt.
Doch die Killerin tötet ihn nicht, sondern führt Orphen zu Fonogoros, dessen Vater im Turm Experimente zur Erschaffung von Kämpfern durchführte und von dort verbannt wurde. Er und die Killerin erinnern Orphan an seine Vergangenheit, als er von Childman zum Kämpfer der Schwarzen Magie ausgebildet worden war und als Kiriranschero weltweit als bester bekannt war. Nun soll er die von Fonogoros geschaffenen Kreaturen töten. Orphen will von seiner Vergangenheit nichts wissen, doch da die Kreaturen Clio und Majik entführt haben, tritt er gegen sie an und kann sie schließlich töten. 
Bald darauf erhält die Gruppe den Auftrag, ein Monster zu besiegen. Dabei müssen sie sich auch mit Gegnern der Zauberei herumschlagen. Schließlich stellt sich das Monster als kleines Pelztier heraus, das Explosionen verursachen kann. Clio nimmt es auf und künftig begleitet es die Gruppe auf ihren Reisen. Während dieser kommt es zu mehreren Morden an Magiern. Der Täter scheint Kiriranschero zu sein. Plötzlich steht Orphen selbst seinem jüngeren Ich von vor fünf Jahren gegenüber. Seine Kindheitsfreunding Leticia, die noch immer im Turm arbeitet und ihn gesucht hat, stößt zur Gruppe und hilft ihnen gegen Kiriranschero. Sie hat ihn vermisst, erzählt, dass Childman nach dem Vorfall mit Azalea am Turm verschwunden ist. Auch in der neuerlichen Mordserie will sie ihm beistehen.
Der junge Kiriranschero kann das mächtige Weltenbuch erlangen, was auch im Turm in der Klasse von Val Karen für Unruhe sorgt. Die Klasse greift Orphen und seine Freunde an. Da kommen ihnen der junge Kiriranschero und unerwartet in seiner Begleitung auch Azalea zu Hilfe. Doch sie verschwinden, wie sie gekommen sind, und Orphen greift nun seinerseits Val Karen im Turm an.

## Light Novel
Die Light-Novel-Reihe wurde zuerst im unter Fujimi Shobōs Marke Fujimi Fantasia Bunko laufenden Monthly Dragon Magazine publiziert. Sie teilt sich in die zwischen 1994 und 2003 erschienenen 20 Bände Majutsushi Orphen Haguretabi und in die von 1996 bis 2003 erschienenen 13 Bände Majutsushi Orphen Mubōhen auf. 
Am 10. Juli 2005 gab es mit Slayers vs Orphen (スレイヤーズVSオーフェン, Sureiyāzu vs Ōfen) eine Sonderausgabe, die nur als vorbestellte Edition verkauft wurde. Sie enthielt ein Crossover der Orphen- und Slayers-Universen der Autoren Hajime Kanzaka und Yoshinobu Akita und der Illustratoren Rui Araizumi und Yūya Kusaka. Sie erschien im April 2001 in der Sonderausgabe Fantasia Battle Royal des Dragon Magazines. Das Hörspiel mit dem Titel Slayers VS Orphen -The Worst Encounter in All Time-. erzählt, wie Lina, Orphen und deren Begleiter aus ihren Welten gerissen werden und in einer leeren Stadt landen.

## Adaptionen

### Anime
1998 produzierte das Studio J.C.Staff unter dem Regisseur Hiroshi Watanabe eine Anime-Serie zum Manga mit 24 Folgen. Das Charakterdesign entwarf Masahiro Aizawa und die künstlerische Leitung übernahmen Kenji Kato und Shichiro Kobayashi. Die Serie wurde zwischen dem 3. Oktober 1998 und dem 27. März 1999 durch den japanischen Fernsehsender TBS ausgestrahlt. Die Erstausstrahlung der zweiten Staffel mit 23 Folgen Sorcerous Stabber Orphen: Revenge, wieder von J.C. STAFF produziert, lief vom 2. Oktober 1999 bis zum 26. März 2000 ebenfalls auf TBS. Bei dieser war aber Tōru Takahashi der Regisseur.
Außerhalb Japans wurde die Serie von The Anime Network und TF6 sowie in Lateinamerika und auf den Philippinen ausgestrahlt. Es existieren auch italienische und chinesische Übersetzungen. 

#### Synchronisation
| Rolle             | japanischer Sprecher (Seiyū) |
| ----------------- | ---------------------------- |
| Orphen            | Showtaro Morikubo            |
| Majic Lin         | Omi Minami                   |
| Cleao Everlasting | Mayumi Iizuka                |

#### Musik
Die Musik der Serie komponierte Hatake. Die Vorspanntitel sind Ai Just on my Love von Sharan Q und Kimi Wa Majutsushi von Hatake und Sharan Q. Für die Abspanne verwendete man die Lieder Last Kiss von Tanpopo und Doshiyō von Yuka.
Bei der zweiten Staffel war Yasunori Iwasaki für den Soundtrack verantwortlich. Die Lieder der beiden Vorspanne sind Sondemotte Kiss von 7House und Marui Taiyō von Taiyō to Cisco Moon, die Abspanne wurden mit Love, Yes I Do von Chinatsu Miyoshi und Amai Anata no Aji von Melon Kinenbi unterlegt.

### Manga
Die sechs Bände vom Manga erschienen zuerst zwischen 1998 und 2001 im Manga-Magazin Dragon Comics des Verlags Kadokawa Shoten. Der Manga wurde von Hajime Sawada nach dem Entwurf von Yūya Kusaka gezeichnet. Des Weiteren gab es eine zweibändige Mangaadaption namens Majutsushi Orphen MAX mit einer Nebengeschichte. Außerdem gab es auf Japanisch einen Spezialband Majutsushi O-fuen Haguretabi Spesharu Paarodi mit einer Sammlung von Dōjinshi.
2002 wurde die Reihe, die den Untertitel Wanderjahre trägt, unter der Marke Dino Manga von der Dino Entertainment auch auf Deutsch veröffentlicht. Es erschien außerdem eine englische Übersetzung bei ADV Manga und eine spanische bei Norma Editorial.

### Videospiel
Das Konsolenspiel ist ein Solospieler RPG, das 2000 von Kadokawa Shoten in Japan als Sorcerous Stabber Orphen und in Nordamerika durch Activision als Orphen: Scion of Sorcery vertrieben wurde. Dort bekam es die Alterseinstufung „Teen“. In dem Spiel konnte man ein neues Abenteuer mit Orphen erleben. Es hatte außerdem einige wenige raffiniertere Filmszenen, aber mit etwas anderen Stimmen und Persönlichkeiten der Charaktere.

## Rezeption
Der Manga wirkt laut Mario Vuk von Splashcomics zunächst etwas einfallslos und gezwungen. Nach und nach entwickele sich die Handlung aber gut und der Manga sei Fantasy-Fans zu empfehlen. Schließlich ergebe sich eine angenehm zu lesende Geschichte, die viel Spaß bringt. Die Zeichnungen seien klar, sauber und hell. Die Fachzeitschrift AnimaniA schreibt von einer „spannenden, abwechslungsreichen Geschichte“ und einer gelungenen Mischung von Fantasy-Action, Romantik und Slapstick. Der „gut getimte Wortwitz“, sympathische Charaktere und ein hohes handwerkliches Niveau machten Sorcerous Stabber Orphen zu einem „erfrischenden Manga-Vergnügen“.
Der Anime wird in der Zeitschrift MangasZene als einer der wenigen beschrieben, die mit Fantasy, Komik und schönen männlichen Figuren allen etwas bieten. Die Charaktere seien sympathisch und die Musik, insbesondere die Vorspanntitel gelungen. Laut Animania entwickelt sich aus der Slapstick eine ernsthafte Geschichte, jedoch sei im Gegensatz zum Manga nicht immer die richtige Mischung aus Witz und Epos gefunden. Dabei verfalle die zweite Staffel fast ausschließlich in Slapstick. Die Animationsqualität sei wechselhaft, sodass der Anime insgesamt wie eine schlecht erzählte Fassung der ursprünglichen Handlung erscheint.